# Liederbach am Taunus
Liederbach am Taunus é um município da Alemanha, situado no distrito de Main-Taunus, no estado de Hesse. Tem 6,2 km² de área, e sua população em 2019 foi estimada em 8.855 habitantes.